# یواس‌اس الاسیو (ای‌ام-۴۴۸)
یواس‌اس الاسیو (ای‌ام-۴۴۸) (به انگلیسی: USS Illusive (AM-448)) یک کشتی بود که طول آن ۱۷۲ فوت (۵۲٫۴۳ متر) بود. این کشتی در سال ۱۹۵۲ ساخته شد.